# Dasyorne à long bec
Dasyornis longirostris
Espèce
Statut de conservation UICN

 EN B1ab(iii,v) : En danger
Statut CITES
Le Dasyorne à long bec (Dasyornis longirostris) est une espèce de passereau de la famille des Dasyornithidae. D'après Alan P. Peterson, c'est une espèce monotypique.

## Répartition
Il est endémique du Sud-Ouest de l'Australie.

## Habitat
Il habite les fruticées tempérées.
Il est menacé par la perte de son habitat.